# Ronnie Sandahl

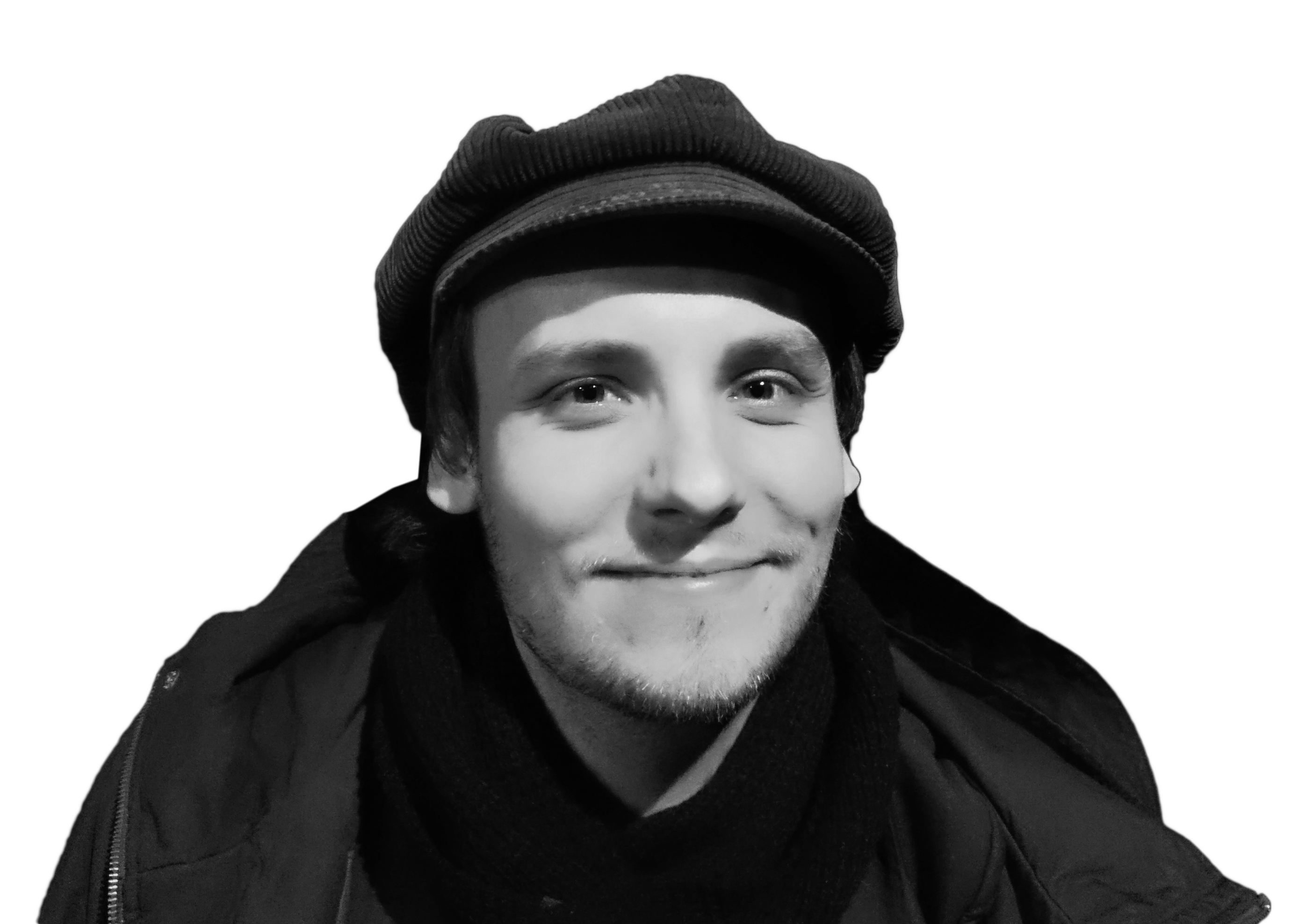
Ronnie Sandahl (2015)

Ronnie Sandahl (* 2. Dezember 1984 in Falköping) ist ein schwedischer Journalist, Schriftsteller, Filmregisseur und Drehbuchautor.

## Leben
Ronnie Sandahl wurde 1984 in Falköping geboren. Im Alter von 18 Jahren zog Sandahl nach Stockholm, um in der Unterhaltungsredaktion der schwedischen Boulevardzeitung Aftonbladet zu arbeiten. Auch heute noch ist er als Kolumnist der Zeitung tätig. Im Jahr 2007 erschien sein Debütroman Vi som aldrig sa hora.
Sandahls Spielfilmdebüt war Underdog (Originaltitel Svenskjävel). Sein zweiter Spielfilm Tiger feierte im Oktober 2020 beim Rome Film Fest seine Premiere. Tiger wurde von Schweden als Beitrag für die Oscarverleihung 2022 in der Kategorie Bester Internationaler Film eingereicht. Sandahl schrieb für Tiger auch das auf Martin Bengtssons Autobiografie basierende Drehbuch. Tiger ist der zweite Film einer geplanten Trilogie über die Welt des Sports. Der erste war Borg/McEnroe, bei dem Januz Metz Regie führte und Sandahl das Drehbuch schrieb. Der dritte Film in dieser Reihe soll in der Welt des Turnens stattfinden und den Titel Perfect tragen.

## Filmografie
- 2011: Lyckliga Jävel (Kurzfilm)
- 2012: Mirakel utmed riksvag 43 (Kurzfilm)
- 2014: Underdog (Svenskjävel)
- 2017: Borg/McEnroe (Drehbuch)
- 2020: Tiger (Tigers)

## Werke
- Ronnie Sandahl: Vi som aldrig sa hora. Wahlström & Widstrand, 2007, ISBN 978-91-46-21672-8

## Auszeichnungen
Busan International Film Festival
- 2020: Auszeichnung als Bester Film in der Sektion Flash Forward (Tiger)[7]

Fünf Seen Filmfestival
- 2021: Nominierung für den Publikumspreis (Tiger)[8]

Guldbagge
- 2016: Nominierung für das Beste Drehbuch (Underdog)

Nordische Filmtage Lübeck
- 2020: Auszeichnung mit dem Preis der Jugendjury (Tiger)[9]